# Beyond Star Trek
Beyond Star Trek: Physics from Alien Invasions to the End of Time är en bok av den amerikanske teoretiska fysikern Lawrence Krauss som publicerades 1998. I boken diskuterar Krauss fysikens lagar, tillämpade på science fiction-berättelser.